# Casilla fuerte
|       |       |       |       |       |       |       |       |       |  |
|       | a8    | b8 __ | c8    | d8 rl | e8 nd | f8 __ | g8    | h8 __ |  |
| a7 rl | b7    | c7 __ | d7    | e7    | f7    | g7    | h7    |       |  |
| a6 pd | b6 __ | c6    | d6    | e6 rd | f6 pd | g6 kd | h6 pd |       |  |
| a5 pl | b5 rd | c5 pd | d5 __ | e5 pd | f5 __ | g5 pd | h5 __ |       |  |
| a4 __ | b4 pd | c4 nl | d4 __ | e4    | f4 __ | g4 __ | h4 __ |       |  |
| a3 __ | b3 pl | c3    | d3 __ | e3    | f3 pl | g3 __ | h3 pl |       |  |
| a2    | b2    | c2 pl | d2    | e2 __ | f2 kl | g2 pl | h2 __ |       |  |
| a1 __ | b1 __ | c1    | d1    | e1 __ | f1    | g1 __ | h1    |       |  |
|       |       |       |       |       |       |       |       |       |  |

Una casilla fuerte (concepto que en inglés se denomina outpost), es una casilla que está protegida por un peón propio, y que no puede ser atacada por un peón rival. En el diagrama de la derecha (de la partida Anand-Ivanchuk, Melody Amber, 2001), c4 es una casilla fuerte, ocupada por el caballo blanco. No puede ser atacada por peones negros, porque no hay peones en la columna-d, y el peón negro de la columna-b está más adelantado.
Las casillas fuertes son una posición muy favorable desde la que iniciar un ataque, particularmente para los caballos. La razón por la cual una casilla fuerte es tan poderosa es porque una pieza menor que se sitúe en ella es inmune al ataque de las piezas mayores rivales (torres y damas) debido a la defensa que realiza el peón propio.